# Ashton Dulin
Ashton Dulin (Reynoldsburg, 15 maggio 1997) è un giocatore di football americano statunitense che milita nel ruolo di wide receiver per gli Indianapolis Colts della National Football League.

## Carriera

### Indianapolis Colts
Dopo non essere stato scelto nel Draft NFL 2019, Dulin firmò con gli Indianapolis Colts il 27 aprile 2019. Fu svincolato alla fine del training camp e rifirmò con la squadra di allenamento il giorno successivo. Fu promosso nel roster attivo il 27 settembre 2019. Debuttò nella NFL due giorni dopo contro gli Oakland Raiders, mettendo a segno un tackle con gli special team. Dulin ricevette un passaggio da 13 da Jacoby Brissett, la sua prima ricezione in carriera, il 1º dicembre 2019. La sua stagione da rookie si concluse con 13 presenze, 2 ricezioni per 17 yard e 3 ritorni di kickoff da 90 yard.
Dulin riuscì ad entrare nei 53 uomini del roster per la stagione regolare 2020. Il 7 novembre 2020 fu inserito in lista infortunati. Tornò nel roster attivo il 28 novembre 2020. Il 10 gennaio 2021 firmò per un altro anno con i Colts. A fine stagione fu inserito nel Second-team All-Pro come special teamer.

## Palmarès
- Second-team All-Pro: 1

2021